# Cults (Site web)
Cults est une place de marché mettant en relation des créateurs de modèles 3D et des internautes désirant imprimer des objets en 3D,. Cults est aussi un espace communautaire regroupant les amateurs d’impression 3D pour qu'ils dialoguent ensemble. La communauté Cults rassemble, en mai 2025, près de 12 millions de membres dont près de 200 000 designers et 2,3 millions de modèles 3D à télécharger pour l'impression 3D, la découpe laser, l'usinage CNC, le papercraft, les patrons de couture et les circuits imprimés PCB.
Cults s’adresse à tous les possesseurs d’imprimantes 3D, de machines CNC, de découpeuses laser et de machines à coudre qui souhaitent avoir accès à des créations numériques premium et originales à fabriquer soi-même.

## Géneral
Cults est créée en 2014 et est la première plateforme de fichiers d'impression 3D non affiliée à un groupe.
Le nom « Cults » est un anacycle : lu de droite à gauche, il devient St-Luc, saint patron des artistes et des sculpteurs. Lu dans le même sens on y voit aussi « .stl », un format de fichier de 3D communément utilisé par les créateurs.